# Geraldine Barniville
Geraldine Barniville, née Geraldine Houlihan le 7 novembre 1942, est une joueuse irlandaise de tennis et de squash.

## Biographie
Geraldine Barniville est originaire de Birr dans le comté d'Offaly  et est issue d'une famille de juristes éminents (du cabinet d'avocats D.A. Houlihan).
En tant que joueuse de tennis, Geraldine Barniville remporte un record de neuf titres à Carrickmines au cours de sa carrière, le premier en 1963. Lors de l'US Open 1964, elle affronte la tête de série no 8, Carole Caldwell au deuxième tour et l'a pousse au troisième set. Elle a disputé 10 matchs de Coupe de la Fédération pour l'Irlande entre 1964 et 1977.
Bien qu'elle ne se soit mise au squash qu'à l'âge de 24 ans, Barniville participe à deux championnats du monde s'inclinant en 1976 au premier tour face à l'invincible Heather McKay et au deuxième tour en 1981 face à Alison Cumings. Avec l'équipe d'Irlande, elle participe à six finales des championnats d'Europe par équipes entre 1978 et 1983.
Geraldine Barniville est mariée au joueur de tennis Harry Barniville et leur fils David est juge à la Haute Cour irlandaise.